# Randolph L. Braham
Randolph Lewis Braham, född 20 december 1922 i Bukarest, Rumänien, död 25 november 2018 i New York, var en amerikansk historiker och statsvetare. Han var professor i politisk vetenskap vid City University of New York.
Brahams bok The Politics of Genocide: The Holocaust in Hungary väckte stort uppseende. Han tilldelades bland annat Jewish National Book Award samt Ungerska förtjänstordens officerskors.